# Antoni Szuszkowski
Antoni Szuszkowski – major 5 Regimentu Fizylierów, uczestnik wojny polsko-rosyjskiej 1792 roku, odznaczony Orderem Virtuti Militari w 1792 roku. Wziął udział w powstaniu kościuszkowskim, awansował na kapitana z kompanią.
Antoni Szuszkowski służył w 5 regimencie 35 lat. W okresie insurekcji kościuszkowskiej był drugim majorem regimentu. Dowodził I batalionem w bitwie pod Dubienką.